# Limfoscyntygrafia
Limfoscyntygrafia – badanie scyntygraficzne polegające na podaniu podskórnie preparatu znakowanego izotopowo. Najczęściej wykorzystuje się mikrokoloid znakowany 99mTc. Znacznik poprzez naczynia limfatyczne przechodzi do węzłów chłonnych. Pierwsze obrazowanie wykonuje się po podaniu znacznika, następne w zależności od wskazań. W prawidłowych warunkach normalnie funkcjonujący węzeł chłonny jest szybko uwidoczniany. Brak uwidocznienia węzłów chłonnych w badaniu może być spowodowany ich zmianami zapalnymi bądź nowotworowymi.
Wskazania:
- rozpoznawanie przyczyn obrzęku limfatycznego
- ocena węzłów wartowniczych – diagnostyka choroby nowotworowej.